# 圣马丹沙托 (克勒兹省)
圣马丹沙托（法語：Saint-Martin-Château）是法国克勒兹省的一个市镇，属于奥比松区（Aubusson）鲁瓦埃尔德瓦西维埃县（Royère-de-Vassivière）。该市镇总面积31.25平方公里，2009年时的人口为153人。

## 人口
圣马丹沙托人口变化图示